# فرودگاه اگرتلا
فرودگاه اگرتلا (به انگلیسی: Agartala Airport) (به زبان بومی: Singerbhil Airport) یک فرودگاه همگانی با کد یاتا IXA است که یک باند فرود آسفالت دارد و طول باند آن ۲۲۸۶ متر است. این فرودگاه در شهر اگرتلا کشور هند قرار دارد و در ارتفاع ۱۴ متری از سطح دریا واقع شده‌است.

## شرکت‌های هواپیمایی و مقصدهای پروازی
| شرکت‌های هواپیمایی                    | مقصدهای پروازی |
| ------------------------------------ | -------------- |
| ایر نیوزلند لینک اجرا توسط ایر نلسون | اوکلند         |
| Sounds Air                           | ولینگتون       |